# Калень (Ґродзиський повіт)
Калень (пол. Kaleń) — село в Польщі, у гміні Жаб'я Воля Ґродзиського повіту Мазовецького воєводства.
Населення — 294 особи (2011).
У 1975-1998 роках село належало до Скерневицького воєводства.

## Демографія
Демографічна структура станом на 31 березня 2011 року:
|          | Загалом | Допрацездатний вік | Працездатний вік | Постпрацездатний вік |
| -------- | ------- | ------------------ | ---------------- | -------------------- |
| Чоловіки | 152     | 46                 | 94               | 12                   |
| Жінки    | 142     | 23                 | 90               | 29                   |
| Разом    | 294     | 69                 | 184              | 41                   |